# Ricard Ballester i Pallerola
Ricard Ballester i Pallerola (Reus, 19 de febrer de 1891 - Barcelona, 1973) va ser un mestre i escriptor català, pare d'Antoni Ballester i Nolla.
Va començar en el camp de la literatura i la poesia al setmanari reusenc d'ideologia catalanista Foc Nou (1910-1911), vinculada al Grup Modernista de Reus. El mateix 1911 formà part d'un anomenat «Grup de Tarragona», que funda a Barcelona la revista Panteisme, junt amb Plàcid Vidal, Joaquim Biosca, Francesc Recasens i Josep Maria de Sucre. Col·laborà al diari reusenc Las Circunstancias (1913-1915) i també a Foment (1914-1917 i 1931-1932), a la Revista del Centre de Lectura (1921-1922) i a La Veu del Camp (1921).
Era mestre d'escola i va exercir a Mont-roig del Camp, on es va casar. Formava part del grup de mestres interessat en la renovació pedagògica durant la República, i va organitzar diversos viatges a Barcelona el 1932 per visitar grups escolars i institucions culturals (L'Institut-Escola, l'Escola del Mar, L'Escola Normal de la Generalitat...) i l'abril de 1934 va acollir diversos mestres suïssos de la Societé Pedagogique Romande que visitaven Tarragona.
Depurat en la postguerra, va formar part del grup d'intel·lectuals i poetes que participaven amb obra pròpia a l'Antologia de la poesia reusenca, publicació que sortia anualment del 1956 al 1961 dirigida pel doctor Vallespinosa i que recollia poemes d'escriptors locals. El 1954 va publicar diversos articles al Setmanari Reus i va donar a conèixer, també el 1954, el llibre de poesies Perfils reusencs i altres poemes, editat a Barcelona per Salvador Torrell, amb un proemi de Josep Maria de Sucre.